# Сан Пјетро (Удине)
Сан Пјетро је насеље у Италији у округу Удине, региону Фурланија-Јулијска крајина.
Према процени из 2011. у насељу је живело 382 становника. Насеље се налази на надморској висини од 27 м.